# Jan I van La Marche
Jan I van La Marche (circa 1344 - Vendôme, 11 juni 1393) was van 1362 tot aan zijn dood graaf van La Marche en van 1372 tot aan zijn dood graaf van Vendôme en Castres. Hij behoorde tot het huis Bourbon.

## Levensloop
Jan I was de tweede zoon van graaf Jacob I van La Marche en diens echtgenote Johanna van Châtillon.
In 1356 vocht hij als jongeman in de Slag bij Poitiers, waarbij hij werd gevangengenomen. In april 1362 sneuvelde zijn vader in de Slag bij Brignais. Zijn oudere broer Peter I, die bij de veldslag zwaargewond was geraakt, volgde hem op als graaf van La Marche. Peter bezweek echter kort nadien aan zijn verwondingen, waardoor Jan graaf van La Marche werd.
Jan speelde een actieve rol in de Honderdjarige Oorlog en hij werd benoemd tot gouverneur van Limousin nadat hij het op de Engelsen hielp veroveren. Van 1366 tot 1369 vervoegde hij veldheer Bertrand du Guesclin bij de militaire campagne in Castilië. Toen in 1372 zijn nicht Johanna van Vendôme stierf, werden Jan en zijn echtgenote Catharina graven van Vendôme en Castres.
In 1382 vervoegde hij de militaire campagne van koning Karel VI van Frankrijk in Vlaanderen, die culmineerde in de Slag bij Westrozebeke. Ook vocht hij mee in de militaire campagnes van Karel VI in Gelre en Gulik in 1388 en in de Languedoc in 1391. In 1392 vocht hij in Bretagne. Ook streed hij in tegen de Engelsen in Guyenne.
Als graaf van Vendôme liet hij de kastelen van Vendôme en Lavardin herbouwen. Jan stierf in 1393.

## Huwelijk en nakomelingen
Op 28 september 1364 huwde Jan met Catharina (1354-1412), dochter van graaf Jan VI van Vendôme. Ze kregen zeven kinderen:
- Jacob II (1370-1438), graaf van La Marche en Castres
- Isabella (1373-?), zuster in Poissy
- Lodewijk I (1376-1446), graaf van Vendôme
- Jan (1378-1457), heer van Carency, huwde in 1416 met Catharina, dochter van graaf Filips van Artesië van Eu, en daarna in 1420 met zijn maîtresse Jeanne de Vendômois
- Anna (1380-1408), huwde in 1390 met Jan van Berry, graaf van Montpensier, en in 1402 met hertog Lodewijk VII van Beieren
- Maria (1386-1463), vrouwe van Brehencourt, huwde met Jean de Baynes, heer van Croix
- Charlotte (1388-1422), huwde in 1411 met koning Janus van Cyprus

## Voorouders
| Voorouders van Jan I van La Marche | Voorouders van Jan I van La Marche                                    | Voorouders van Jan I van La Marche                                    | Voorouders van Jan I van La Marche                                      | Voorouders van Jan I van La Marche                                      | Voorouders van Jan I van La Marche                                      | Voorouders van Jan I van La Marche                                      | Voorouders van Jan I van La Marche                                    | Voorouders van Jan I van La Marche                                    |
| ---------------------------------- | --------------------------------------------------------------------- | --------------------------------------------------------------------- | ----------------------------------------------------------------------- | ----------------------------------------------------------------------- | ----------------------------------------------------------------------- | ----------------------------------------------------------------------- | --------------------------------------------------------------------- | --------------------------------------------------------------------- |
| Overgrootouders                    | Robert van Clermont (1256-1317) ∞ Beatrix van Bourbon (1257-1310)     | Robert van Clermont (1256-1317) ∞ Beatrix van Bourbon (1257-1310)     | Jan II van Avesnes (1247-1304) ∞ 1270 Filippa van Luxemburg (1252-1311) | Jan II van Avesnes (1247-1304) ∞ 1270 Filippa van Luxemburg (1252-1311) | Jacques I de Châtillon (1255-1302) and ∞ Catherine de Condé (1270-1329) | Jacques I de Châtillon (1255-1302) and ∞ Catherine de Condé (1270-1329) | ? ∞ ?                                                                 | ? ∞ ?                                                                 |
| Grootouders                        | Lodewijk I van Bourbon (1279-1341) ∞ Maria van Avesnes (1280–1354)    | Lodewijk I van Bourbon (1279-1341) ∞ Maria van Avesnes (1280–1354)    | Lodewijk I van Bourbon (1279-1341) ∞ Maria van Avesnes (1280–1354)      | Lodewijk I van Bourbon (1279-1341) ∞ Maria van Avesnes (1280–1354)      | Hugo van Châtillon (-) ∞ 1270 Jeanne de Dargies (-1334)                 | Hugo van Châtillon (-) ∞ 1270 Jeanne de Dargies (-1334)                 | Hugo van Châtillon (-) ∞ 1270 Jeanne de Dargies (-1334)               | Hugo van Châtillon (-) ∞ 1270 Jeanne de Dargies (-1334)               |
| Ouders                             | Jacob I van La Marche (1319-1362) ∞ Johanna van Châtillon (1280–1354) | Jacob I van La Marche (1319-1362) ∞ Johanna van Châtillon (1280–1354) | Jacob I van La Marche (1319-1362) ∞ Johanna van Châtillon (1280–1354)   | Jacob I van La Marche (1319-1362) ∞ Johanna van Châtillon (1280–1354)   | Jacob I van La Marche (1319-1362) ∞ Johanna van Châtillon (1280–1354)   | Jacob I van La Marche (1319-1362) ∞ Johanna van Châtillon (1280–1354)   | Jacob I van La Marche (1319-1362) ∞ Johanna van Châtillon (1280–1354) | Jacob I van La Marche (1319-1362) ∞ Johanna van Châtillon (1280–1354) |
| Jan I van La Marche (1344-1393)    |                                                                       |                                                                       |                                                                         |                                                                         |                                                                         |                                                                         |                                                                       |                                                                       |

- Gemeinsame Normdatei: 137950233
- Virtual International Authority File: 86111914